# Bernard Weatherill
Pour les articles homonymes, voir Weatherill.
Bruce Bernard Weatherill, baron Weatherill, dit Jack Weatherill,, né le 25 novembre 1920 à Guildford dans le Surrey et mort le 6 mai 2007 à Caterham dans ce même comté,, est un homme d'État britannique, président de la Chambre des communes de 1983 à 1992. Issu de l'aile modérée du Parti conservateur, végétarien de longue date, il promeut activement le droit des députés d'arrière-ban de questionner et de contrôler le gouvernement. De comportement aimable, il est considéré unanimement comme un « homme bon » et comme un très bon président de la Chambre,.

## Jeunesse
Il est scolarisé à la public school Malvern College, puis est apprenti dans l'entreprise familiale de tailleurs. Soldat d'infanterie au début de la Seconde Guerre mondiale, il accède finalement au rang de capitaine. Il est posté en Birmanie puis en Inde durant la guerre, dans un régiment de lanciers. Témoin de la famine du Bengale de 1943, il expliquera plus tard que c'est ce qui l'a rendu végétarien. Il dira aussi que ses années dans l'armée lui ont appris l'importance de l'auto-discipline. Au Bengale, il apprend la langue ourdoue, ainsi que la méditation, qu'il continuera à pratiquer toute sa vie. De retour au Royaume-Uni après la guerre, il se consacre à l'administration de l'entreprise familiale,.

## Carrière politique
Il est élu député conservateur de la circonscription de Croydon nord-est à la Chambre des communes lors des élections législatives de 1964. Celles-ci étant remportées par les travaillistes, il siège sur les bancs de l'opposition. Il sera réélu sept fois député, jusqu'à prendre sa retraite en 1992.
En 1967, il devient l'un des whips du groupe parlementaire conservateur, puis vice-chef whip du parti en 1973. En 1979, l'opposition conservatrice introduit une motion de défiance à l'encontre du gouvernement minoritaire du Premier ministre travailliste James Callaghan. Le député d'arrière-ban travailliste Alfred Broughton étant mourant et ne pouvant participer au vote, Weatherill propose sa propre abstention au whip travailliste Walter Harrison, par équité, afin que les conservateurs soient également privés d'une voix. Conscient qu'un tel sacrifice signifierait pour Weatherill mettre un terme à sa carrière, Harrison décline son offre. Les conservateurs obtiennent alors, à une voix près, la chute du gouvernement et la tenue d'élections anticipées,,.
Lorsque les conservateurs remportent les élections législatives de 1979 qui s'ensuivent, la nouvelle Première ministre Margaret Thatcher refuse que Weatherill soit chief whip du parti, par inimitié personnelle à son égard et parce qu'elle le considère trop modéré. Il devient cette même année vice-président de la Chambre. En janvier 1980, il préside les débats quant à l'autorisation ou non de caméras de télévision dans la Chambre. Les députés étant partagés à égalité, il lui revient de prendre la décision, et il se prononce en faveur de cette réforme. Dès lors, les débats à la Chambre sont retransmis à la télévision,.
À l'issue des élections de 1983, il brigue la présidence de la Chambre. Thatcher s'y oppose, et tente d'imposer son propre candidat : Humphrey Atkins. Les députés choisissent Jack Weatherill. Durant ses neuf années à cette fonction, il s'attache à restaurer l'indépendance de la Chambre à l'encontre de l'exécutif, ainsi que les prérogatives des députés d'arrière-ban (notamment ceux de l'opposition), alors que son prédécesseur George Thomas s'était souvent montré servile à l'égard du gouvernement. Weatherill accroît nettement le temps accordé aux simples députés qui souhaitent interpeller les ministres, malgré les critiques et les attaques qu'il subit de la part de ténors du parti et de la presse pro-gouvernementale. Ce qui ne l'empêche pas d'exclure temporairement de la chambre les députés travaillistes Dennis Skinner et Tam Dalyell lorsque ceux-ci enfreignent les règles de courtoisie du débat parlementaire. Il insiste par ailleurs pour que le gouvernement présente ses politiques au Parlement avant de les annoncer aux médias,,.
En 1992, il quitte la Chambre des communes et est nommé pair à la Chambre des lords. Ayant (comme le veut la coutume) renoncé à son appartenance de parti en accédant à la présidence des communes, il siège sans étiquette partisane à la Chambre des lords, jusqu'à sa mort,.
Atteint d'un cancer de la prostate, il meurt à l'âge de 86 ans.